# Öster-Sågtjärnen
Öster-Sågtjärnen är en sjö i Ragunda kommun i Jämtland och ingår i Ångermanälvens huvudavrinningsområde. Sjön har en area på 0,126 kvadratkilometer och ligger 305,6 meter över havet. Sjön avvattnas av vattendraget Jämtån.

## Delavrinningsområde
Öster-Sågtjärnen ingår i det delavrinningsområde (698918-155275) som SMHI kallar för Utloppet av Öster-Sågtjärnen. Medelhöjden är 346 meter över havet och ytan är 2,29 kvadratkilometer. Räknas de 2 avrinningsområdena uppströms in blir den ackumulerade arean 37,56 kvadratkilometer. Jämtån som avvattnar avrinningsområdet har biflödesordning 4, vilket innebär att vattnet flödar genom totalt 4 vattendrag innan det når havet efter 94 kilometer. Avrinningsområdet består mestadels av skog (74 procent) och sankmarker (11 procent). Avrinningsområdet har 0,13 kvadratkilometer vattenytor vilket ger det en sjöprocent på 5,5 procent.